# Infanzia e giovinezza di Samuel Johnson

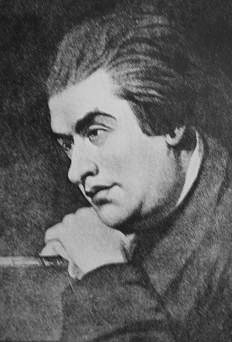
Ritratto di Johnson trentenne, opera di Sir Joshua Reynolds

Samuel Johnson (18 settembre 1709  –  13 dicembre 1784) è stato uno scrittore inglese nato a Lichfield, Staffordshire. Fu un bambino malaticcio che presto cominciò a mostrare dei tic, che avrebbero influenzato il modo in cui la gente lo considerò in tarda età. Fin da bambino mostrò viva intelligenza e voglia di apprendimento, ma i suoi primi anni furono caratterizzati dalle difficoltà finanziarie della sua famiglia e dai suoi tentativi per svolgere la professione di insegnante di scuola.
Dopo aver frequentato per un anno il Pembroke College ad Oxford, Johnson fu costretto a ritirarsi per carenza di supporto finanziario. Cercò di impiegarsi come insegnante, ma non riuscì ad assicurarsi un posto a tempo indeterminato. Nel 1735 sposò Elizabeth "Tetty" Porter, una vedova di venti anni più anziana, e le responsabilità derivanti dal matrimonio lo determinarono ad avere successo come educatore. Diede vita ad una propria scuola ma l'impresa non ebbe successo. In seguito, lasciò la moglie a Lichfield e si trasferì a Londra, dove trascorse il resto della sua vita. A Londra iniziò a scrivere articoli per The Gentleman's Magazine e strinse amicizia con Richard Savage, un noto libertino e aspirante poeta che sosteneva di essere il figlio ripudiato di un nobiluomo. Johnson scrisse Life of Mr Richard Savage, la sua prima biografia di successo; nel 1738 pubblicò un importante componimento poetico, London, un adattamento nella società londinese del XVIII secolo della III Satira (Non c'è posto a Roma per un Romano) di Giovenale, nello stesso periodo scrisse la tragedia Irene, che venne rappresentata solo nel 1749 ma non ebbe successo.
Johnson iniziò la sua carriera letteraria in sordina frequentando Grub Street dove vivevano pennivendoli ai margini della scena giornalistica e letteraria londinese. Tuttavia ben presto venne fuori la grinta di colui che doveva contribuire in modo imperituro alla letteratura inglese come poeta, saggista, filosofo, romanziere, critico letterario, biografo, editorialista e lessicografo. Già nelle prime opere di Johnson, specialmente in London e Life of Mr Richard Savage, si rinvengono le sue posizioni riguardo alla biografia, la morale e la letteratura in generale.

## I genitori

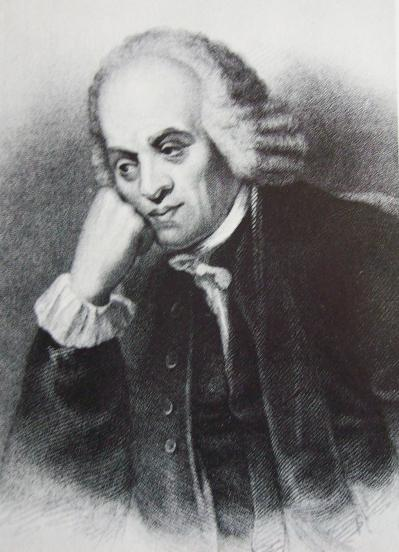
Ritratto di Michael Johnson

I genitori di Johnson erano Michael Johnson, un libraio, e sua moglie, Sarah Ford. Michael fu il primo libraio di Lichfield. Egli possedeva anche una fabbrica di pergamena, che gli consentiva di produrre in proprio i libri. Poco si sa della sua famiglia, tranne che lui e i suoi fratelli furono esercenti di librerie. Il padre di Michael, William Johnson, era descritto nei registri della "Stationers' Company" come un "piccolo proprietario terriero" e un "gentiluomo", ma non ci sono prove che suggeriscano una sua discendenza da una famiglia nobile. William fu il primo dei Johnson a trasferirsi a Lichfield, dove morì subito dopo. Michael Johnson, dopo aver finito il suo apprendistato a 24 anni, seguì l'esempio del padre e aprì una libreria in Sadler Street a Lichfield. Tre anni dopo Michael Johnson divenne sovrintendente di un ente di beneficenza denominato "Conduit Lands Trust" e subito dopo fu nominato capillero della St Mary's Church.
A 29 anni, Michael Johnson si fidanzò con una ragazza del posto, Mary Neild, ma la storià finì ben presto. Venti anni dopo, nel 1706, Michael sposò Sarah Ford, figlia di Cornelius Ford, discendente da una famiglia della media borghesia proprietaria di terreni e mulini.

## Infanzia

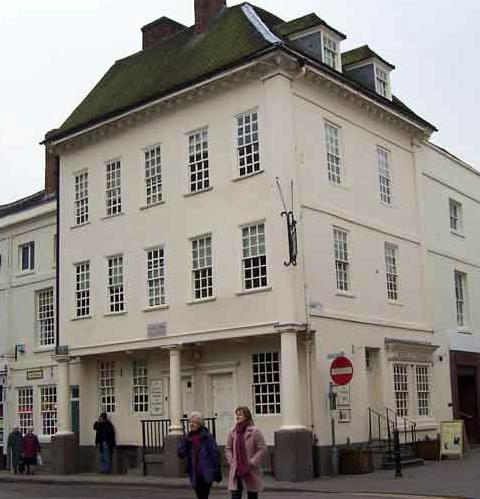
casa natale di Samuel Johnson in Market Square, Lichfield

Johnson nacque a Lichfield alle 4:00  del pomeriggio di mercoledì, 18 Settembre 1709 nella casa di famiglia sita al primo piano dell'edificio in cui era il negozio del padre nei pressi di Market Square, di fronte alla St Mary's Church. Sua madre all'epoca del parto aveva 40 anni, per questo motivo venne chiamato per assisterla George Hector, un "ostetrico" e chirurgo di "buona reputazione". Al bambino venne imposto il nome Samuel, come quello del fratello di Sarah, Samuel Ford. Appena venuto alla luce, il piccolo Samuel non pianse e, avendo suscitato dubbi sul suo stato di salute, sua zia esclamò "che non lo avrebbero nemmeno raccolta dalla strada una povera creatura in quelle condizioni". Poiché si temeva che il bambino potesse morire, fu chiamato il vicario della chiesa di St. Mary affinché impartisse il Sacramento del Battesimo al piccolo. Come padrini vennero scelti: Samuel Swynfen, un medico laureato al Pembroke College di Oxford e Richard Wakefield, un avvocato, medico legale e segretario comunale di Lichfield.
Lo stato di salute del piccolo Samuel migliorò e fu messo a balia presso Joan Marklew. Johnson, però, ben presto contrasse la scrofola, una malattia che a quel tempo era denominata the King's Evil ("il male del re" in inglese). Sir John Floyer, ex medico di Carlo II d'Inghilterra, consigliò che Johnson per guarire ricevesse il tocco reale da parte della regina Anna, cosa che avvenne il 30 marzo 1712. Tuttavia, il rituale non sortì effetto alcuno e Johnson fu sottoposto ad un intervento chirurgico che lasciò cicatrici permanenti su viso e corpo. Con la nascita del fratello di Samuel, Nathaniel, Michael Johnson non riuscì più a far fronte ai debiti accumulatisi col tempo e la sua famiglia non fu più in grado di mantenere lo stile di vita cui era stata abituata.

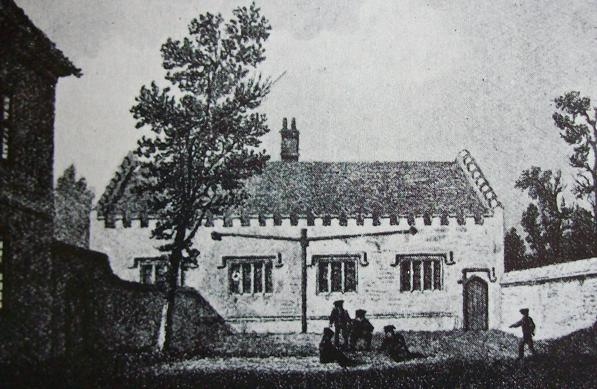
Stampa raffigurante la Lichfield Grammar School

Johnson dimostrò precoci segni di intelligenza e i suoi genitori, come ricorderà in seguito con disgusto, andavano sbandierando in giro le sue "più recenti capacità acquisite". La sua istruzione iniziò all'età di tre anni grazie a sua madre che gli faceva imparare a memoria e recitare brani del Libro della preghiera comune. Quando Johnson compì quattro anni venne mandato ad una "scuola" nei pressi di casa sua dove "Dame" Anne Oliver, la proprietaria, istruiva i piccoli riuniti nel soggiorno della sua casa. Quando compì sei anni venne mandato da un vecchio calzolaio per continuare la sua istruzione. A sette anni, Johnson venne iscritto alla Lichfield Grammar School, dove si distinse in Latino sotto la guida dell'insegnante Humphrey Hawkins.
In questo periodo della sua vita, Johnson iniziò a presentare quei tic che influenzarono il giudizio delle persone che lo conobbero nei suoi ultimi anni e che costituirono la base per la diagnosi postuma della sindrome di Tourette. Questa sindrome si sviluppa durante l'infanzia; essa segue un decorso abbastanza attendibile in termini di età in cui si presenta e della diacronicità della severità dei sintomi. I tic possono apparire fino ai diciotto anni, ma l'età di esordio più tipica è quella fra i cinque e i sette anni. I tic e le gesticolazioni di Johnson si manifestarono dopo l'episodio infantile della scrofula; le ricerche suggeriscono che l'ambiente e le infezioni —pur non determinando la sindrome di Tourette— possono aggravare la severità del disturbo. Pearce descrive la nascita di Johnson come un "travaglio molto difficile e pericoloso" e aggiunge che Johnson ebbe diverse malattie durante la sua vita: egli "soffrì di crisi depressive, di schiaccianti sensi di colpa, di insonnia abituale e subì anche una paura morbosa della solitudine e della morte."
Anche se la sindrome di Tourette causò problemi nella vita privata e pubblica di Johnson, tuttavia gli fornì una "grande energia verbale e vocale". Per la sua eccellenza negli studi, Johnson venne promosso alla scuola superiore all'età di nove anni. Durante questo periodo, Johnson fece amicizia con Edmund Hector, il nipote dell'uomo-ostetrica George Hector, e conobbe John Taylor, con il quale rimase amico per il resto della sua vita.

## Cornelius Ford
All'età di 16 anni, Johnson ebbe la possibilità di stare presso i suoi cugini, i Ford, a Pedmore nel Worcestershire. Qui divenne un caro amico di Cornelius Ford, che utilizzando la propria conoscenza dei classici fece da precettore a Johnson nel periodo in cui non frequentava la scuola. Johnson trascorse piacevolmente il suo tempo in compagnia di Ford che lo incoraggiò a proseguire negli studi per poter diventare un uomo di lettere. Johnson ricordò sempre gli insegnamenti di Ford e in particolar modo quando gli disse di "cogliere i principali segni precognitivi di tutte le cose....tieni stretto solo il tronco e potrai scuote tutti i rami". Ford fu un accademico di successo con importanti conoscenze e trattava con familiarità molti personaggi della società come Alexander Pope.
Ford fu anche noto come alcolista e gli eccessi contribuirono alla sua morte avvenuta sei anni dopo la visita di Johnson. Questo evento colpì profondamente Johnson che ricordò Ford nell'opera Life of Fenton, affermando che l'abilità di Ford, "invece di procurare divertimento nei convivi ai voluttuosi e dissoluti, avrebbe potuto farlo eccellere fra i virtuosi e i saggi." Dopo aver trascorso sei mesi presso i suoi cugini, Johnson rientrò a Lichfield, ma il preside Hunter. "seccato per l'impertinenza di questa lunga assenza", rifiutò il prosieguo da parte di Johnson della frequenza della Lichfield Grammar School.

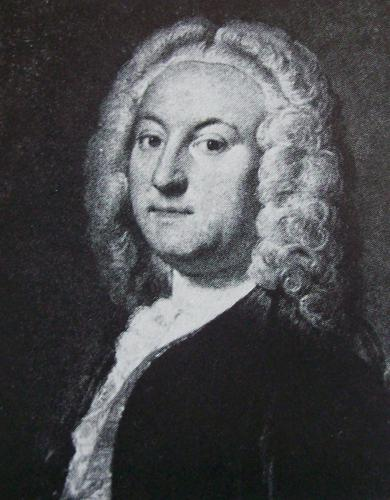
Gilbert Walmesley

Non potendo tornare alla Grammar School di Lichfield, Johnson venne iscritto, con l'aiuto di Ford e del fratellastro di questi, Gregory Hickman, alla King Edward VI Grammar School a Stourbridge. Il direttore era John Wentworth che si preoccupò di affiancare Johnson nei suoi esercizi di traduzione. Poiché la scuola si trovava vicino Pedmore, Johnson poté passare più tempo in compagnia dei suoi cugini Ford ed ebbe modo di conoscere altri parenti residenti in zona. Durante questo periodo cominciò a scrivere delle poesie e a tradurne. Tuttavia, egli trascorse solo sei mesi a Stourbridge prima di far rientro a casa dei genitori nel 1727. Quando Boswell stava scrivendo la sua Life of Samuel Johnson, seppe da Edmund Hector, un amico di scuola di Johnson, che la partenza di Johnson da Stourbridge fu dovuta in parte ad una discussione sorta fra Johnson e Wentworth riguardo alla grammatica Latina. I due amici intimi di Johnson furono Hector e John Taylor, due compagni di classe, e durante questa frequentazione Johnson si innamorò della sorella minore di Hector, Ann. Questo primo amore non ebbe seguito e Johnson in seguito confidò a Boswell, "Ann è stata il mio primo amore. Questo sentimento impercettibilmente è svanito nella mia testa, ma io e lei siamo sempre rimasti legati da reciproca affabilità."
Il futuro di Johnson cominciò ad apparire incerto a causa del pesante indebitamento del padre. Per guadagnare qualcosa Johnson si mise a rilegare libri per conto di suo padre, nonostante che i problemi alla vista—conseguenza delle malattie infantili—avrebbero potuto giustificare il suo astenersi dal lavoro che doveva svolgere. L'aver trascorso parecchio tempo nella libreria del padre consentì a Johnson di leggere svariate opere e mettere le basi della sua conoscenza letteraria. Durante questo periodo, Johnson conobbe Gilbert Walmesley, Cancelliere del Tribunale Ecclesiastico, che era solito frequentare la libreria. Walmesley prese in simpatia Johnson e i due discussero di argomenti letterari durante i due anni che Johnson passò nel negozio del padre. Il loro rapporto ben presto terminò; infatti la cugina di Sarah Johnson, Elizabeth Harriotts, morì nel febbraio del 1728 e lasciò in eredità £40, che vennero usati per far frequentare a Johnson di nuovo la scuola.

## Iscrizione all'Università
Il 31 ottobre 1728, poche settimane dopo aver compiuto 19 anni, Johnson entrò al Pembroke College di Oxford come studente pagante per il suo mantenimento (in inglese: "fellow-commoner"). La somma ereditata non fu sufficiente per coprire tutte le spese per frequentare a Pembroke, ma Andrew Corbet, amico e collega, si offrì per colmare il deficit. Corbet lasciò Pembroke poco dopo l'arrivo di Johnson, sicché anche questa fonte di aiuti sparì. Per far fronte alle spese, Michael Johnson acconsentì che Samuel prendesse in prestito un centinaio di libri dal suo negozio, con un gran discapito per il negozio e questi libri rientrarono nel negozio di Michael solo molti anni dopo e non tutti.

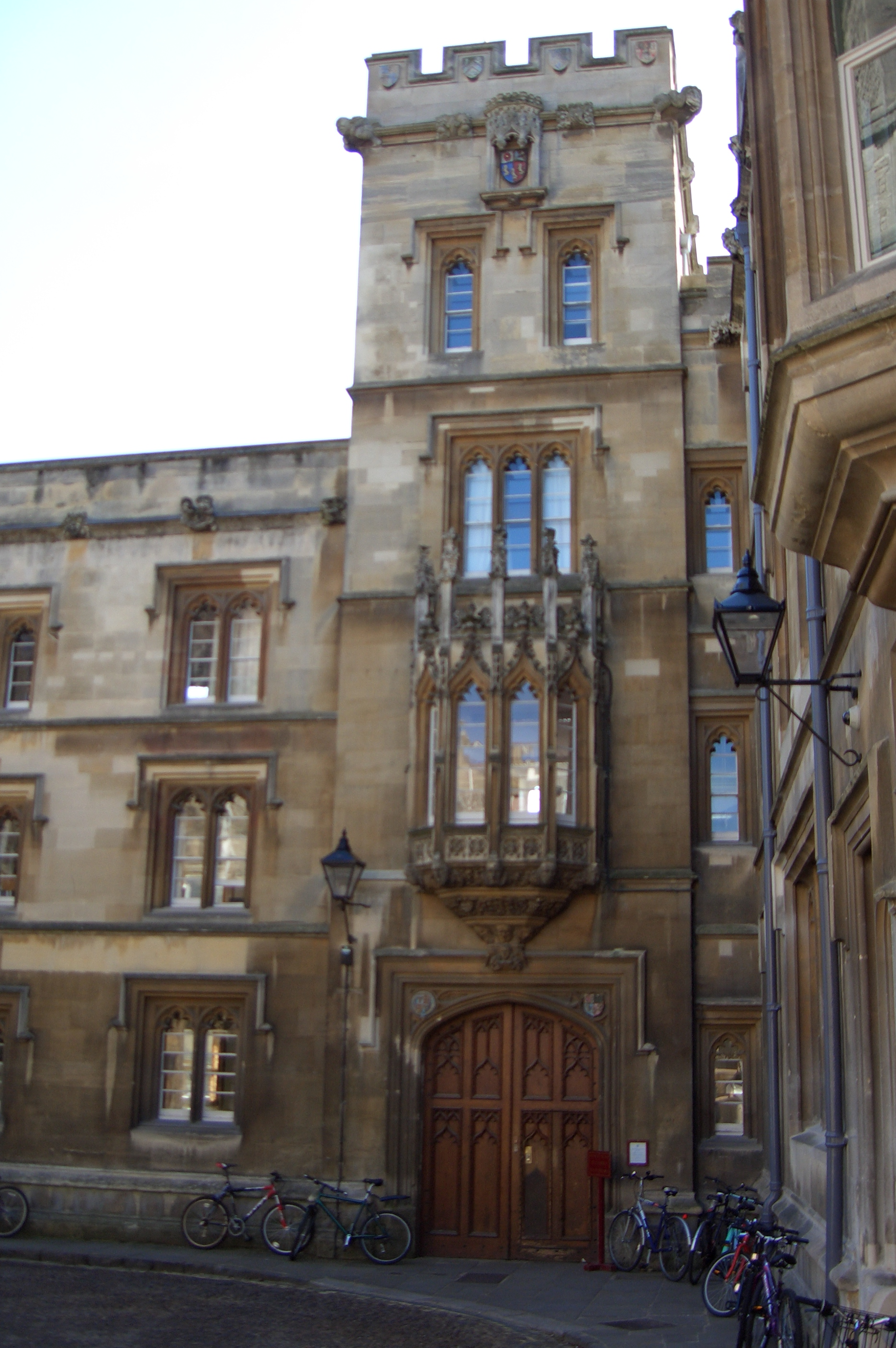
Ingresso del Pembroke College, Oxford

Il giorno del colloquio di ammissione a Pembroke, il padre di Johnson preoccupato dell'esito del colloquio pensò di presentare Samuel a William Jorden suo futuro precettore, sperando così di fare una buona impressione. Durante il colloquio, suo padre "fece lodi sperticate di suo figlio e sottolineò per i presenti che suo figlio era un bravo studioso ed anche un poeta capace di scrivere versi in Latino", tutto ciò causò in Johnson un forte imbarazzo. Gli elogi interessati di Michael non furono necessari; il colloquio di Johnson andò così bene che uno degli intervistatori, il ventiseienne William Adams (cugino di Jorden, in seguito Master a Pembroke), affermò che Johnson era "il più qualificato candidato all'iscrizione all'Università fra tutti quelli che aveva avuto modo di incontrare". Durante l'intervista, Johnson se ne stette tranquillo ad ascoltare suo padre e gli intervistatori, fino a che non li interruppe con una citazione di Macrobio. Gli intervistatori rimasero sorpresi dal fatto che "un ragazzo delle scuole inferiori conoscesse Macrobio", e fu immediatamente accettato.
A Pembroke, Johnson ebbe modo di fare molte amicizie, ma trascurò gran parte delle lezioni obbligatorie e ignorò gli esercizi di poesia. Compose una poesia, il primo dei compiti assegnatigli, spendendoci sopra molto tempo e il risultato provocò al contempo sorpresa ed elogi. Un giorno il suo precettore, Jorden, gli assegnò per le feste natalizie il compito di tradurre in latino il Messiah, un'ecloga sacra di Alexander Pope. Johnson completò metà della traduzione in un pomeriggio e il resto la mattina seguente. Benché la traduzione gli abbia meritato lodi, tuttavia non procurò quei vantaggi materiali in cui egli aveva sperato. La traduzione fu sottoposta al giudizio di Pope; secondo Sir John Hawkins, Pope affermò che non era in grado di distinguere la traduzione dal suo componimento originale. Tuttavia, l'amico di Johnson, John Taylor smentì questo "elogio" perché il padre di Johnson aveva già pubblicata la traduzione prima che il figlio ne mandasse una copia a Pope, e Pope avrebbe potuto rilevare che era un duplicato dell'edizione pubblicata.
A prescindere da tutto ciò, Pope osservò che la traduzione era stata fatta molto bene, ma ciò non impedì che Johnson fosse molto arrabbiato col comportamento tenuto dal padre nell'averlo preceduto nell'invio a Pope di una copia della traduzione. The poem later appeared in Miscellany of Poems (1731), edited by John Husbands, a Pembroke tutor, and is the earliest surviving publication of any of Johnson's writings. Johnson spent the rest of his time studying, even over the Christmas vacation. He drafted a "plan of study" called "Adversaria", which was left unfinished, and used his time to learn French while working on his knowledge of Greek. La traduzione apparve in seguito nella Miscellany of Poems (1731), curata da John Husbands, un precettore al Pembroke College ed è la prima opera pubblicata fra tutti gli scritti di Johnson giunta fino a noi. Johnson trascorse nello studio il rimanente periodo natalizio ed anche oltre. Elaborò un "piano di studi" chiamato Adversaria, rimasto incompiuto, e nel frattempo si dedicò allo studio del Francese e ad affinare la sua conoscenza della lingua greca.
Anche se in seguito lodò Jorden, Johnson entrò in contrasto con lui avendo definito come "mediocre" la preparazione di Jorden. Johnson sconsigliò il suo amico Taylor, che arrivò a Pembroke in marzo, dallo scegliere Jorden come precettore, e Taylor venne consigliato di iscriversri al Christ Church College di Oxford per avere come insegnante Edmund Bateman. Johnson apprezzava le capacità pedagogiche di Bateman e per questo spesso si recò da Taylor per discutere delle lezioni ascoltate. Tuttavia, Johnson non aveva neanche i soldi per comprarsi un paio di scarpe nuove e per questo arrivava al College a piedi scalzi. Per tutta risposta, gli studenti del Christ Church cominciarono a deridere Johnson, e ben presto restò nella sua camera per il resto del tempo che rimase a Pembroke, ed era Taylor a fargli visita.
Dopo tredici mesi di frequenza, la mancanza di soldi costrinse Johnson ad abbandonare Oxford senza conseguire il diploma di laurea e a far ritorno a Lichfield. Verso la fine della permanenza di Johnson ad Oxford il suo precettore, Jorden, lasciò Pembroke e fu sostituito da William Adams. Johnson apprezzò molto il metodo di Adams come precettore, ma a dicembre, egli era già di molto arretrato nel pagamento delle tasse scolastiche e fu costretto a tornare a casa. Al Pembroke College lasciò molti dei libri che aveva preso in prestito dalla libreria del padre sia perché non poteva permettersi il costo del trasporto e sia perché li considerava come un pegno da riscattare al più presto ritornando ai suoi studi.

## Inizi della carriera: 1731 - 1746
Poco si sa della vita di Johnson del periodo che va dalla fine del 1729 e fino al 1731; è probabile che abbia vissuto presso i genitori. Sperimentò attacchi di angoscia e di dolore fisico durante anni di malattia; i suoi tic e le sue gesticolazioni associati con la sindrome di Tourette cominciarono a divenire meno controllabili e a suscitare spesso commenti nella gente. A complicare ulteriormente la vita di Johnson, nel 1731, il padre di Johnson era pieno di debiti e il suo status nella comunità di Lichfield si era di molto incrinato. Johnson sperava di ottenere un posto da usciere disponibile presso la Stourbridge Grammar School, ma la sua domanda non essendo corredata da un titolo venne scartata il 6 settembre 1731. Si fermò ospite presso Gregory Hickman, fratellastro di Cornelius Ford, e si dedicò alla poesia. Fu qui che apprese la notizia devastante della morte di Cornelius avvenuta a Londra il 22 agosto 1731; successivamente nei suoi "Annales", sottolineò quel momento come uno dei più decisivi della sua vita.
In questo stesso periodo, il padre di Johnson si ammalò di una "febbre infiammatoria" che lo portò alla morte nel dicembre 1731. Michael Johnson morì intestato e Samuel ricevette solo £20 del patrimonio paterno ammontante a £60. In un atto che ha "qualcosa della penitenza religiosa", Johnson onorò la memoria di suo padre 50 anni dopo ritornando alla bancarella di libri del padre a Uttoxeter per fare ammenda del suo rifiuto di lavorarvi mentre suo padre stava morendo. Richard Warner prese nota di quanto riferito da Johnson:
Johnson, infine, trovò un impiego da supplente con uno stipendio di £20 sterline l'anno in una scuola di Market Bosworth, diretta da Sir Wolstan Dixie, che permise a Johnson di insegnare pur privo di titolo. L'anticonvenzionale Dixie permise a Johnson di vivere nella propria dimora, Bosworth Hall. Anche se l'accordo sembrava essere confacente, Johnson venne trattato come "una specie di cappellano nella dimora, tanto da dover pronunciare la preghiera di ringraziamento a tavola, tuttavia venne trattato con maniere che egli definì di una durezza intollerabile; dopo aver sofferto per alcuni mesi di questa complessa e miseranda condizione, decise di abbandonare una situazione che per tutta la sua vita ricordò con la più forte avversione ed anche con un certo grado di orrore". Johnson, comunque, era ben lieto di insegnare nonostante lo ritenesse noioso. A seguito di una discussione con Dixie egli abbandonò la scuola e nel giugno del 1732 fece ritorno a casa.
Johnson continuò a cercare un impiego in una scuola di Lichfield. Dopo che gli venne respinta la domanda per un posto ad Ashbourne, trascorse il tempo con il suo amico Edmund Hector che lo avreva invitato a Birmingham, che abitava nella casa dell'editore Thomas Warren. All'epoca Warren stava per pubblicare il Birmingham Journal, e chiese l'aiuto di Johnson, tuttavia nessuna copia degli articoli che egli scrisse per il giornale è giunta a noi. La sua permanenza con Hector e Warren non durò, e Johnson si trasferì il 1º giugno 1733 nella casa di un certo Jarvis. Durante questo periodo, Johnson cominciò a scivolare in uno "stato di 'avulsità'" e iniziò a trattare i suoi amici in malo modo.
Questa collaborazione con Warren si intensificò e Johnson propose la pubblicazione di una traduzione delle storie degli Abissini scritte dal missionario gesuita portoghese Jerónimo Lobo. Johnson aveva letto le traduzioni in francese fatte dall'Abbé Joachim Le Grand e ritenne che una traduzione breve in inglese potesse essere "utile e proficua". Iniziò quindi a lavorare su quest'opera e durante l'inverno 1733-1734 ne diede alle stampe una parte, ma a causa di un esaurimento nervoso non fu in grado di completare il lavoro, anche se si sentiva in obbligo di rispettare l'impegno preso. Per completare l'opera, Johnson invece di scrivere di suo pugno, la dettò a Hector, che portò la copia corretta in tipografia. L'opera di Johnson, A Voyage to Abyssinia fu pubblicata un anno dopo.
Nel febbraio del 1734, Johnson ritornò a Lichfield e iniziò a progettare una edizione commentata delle elegie latine di Angelo Poliziano, unitamente ad una storia della poesia in latino da Francesco Petrarca a Poliziano. L'opera era prevista in 480 pagine e doveva presentare un commento dettagliato e relative note. Con questa opera, Johnson sperava di diventare noto come un poeta-erudito alla pari di Giulio Cesare Scaligero, di Daniel e Nikolaes Heinsius, di Erasmo da Rotterdam e di Poliziano, tutti letterati che egli ammirava. La pubblicazione di quest'opera era prevista in base ad un certo numero di sottoscrizioni e sarebbe stato il fratello di Samuel, Nathaniel, subentrato a loro padre nella conduzione della libreria, a gestire il tutto. Nonostante il prezzo contenuto col quale veniva offerto il libro, vi furono così poche sottoscrizioni da non giustificare il prosieguo dell'intero progetto. Anche se il progetto fallì, l'averlo ideato è segno che Johnson si era identificato con il movimento culturale dell'Umanesimo.

## Matrimonio

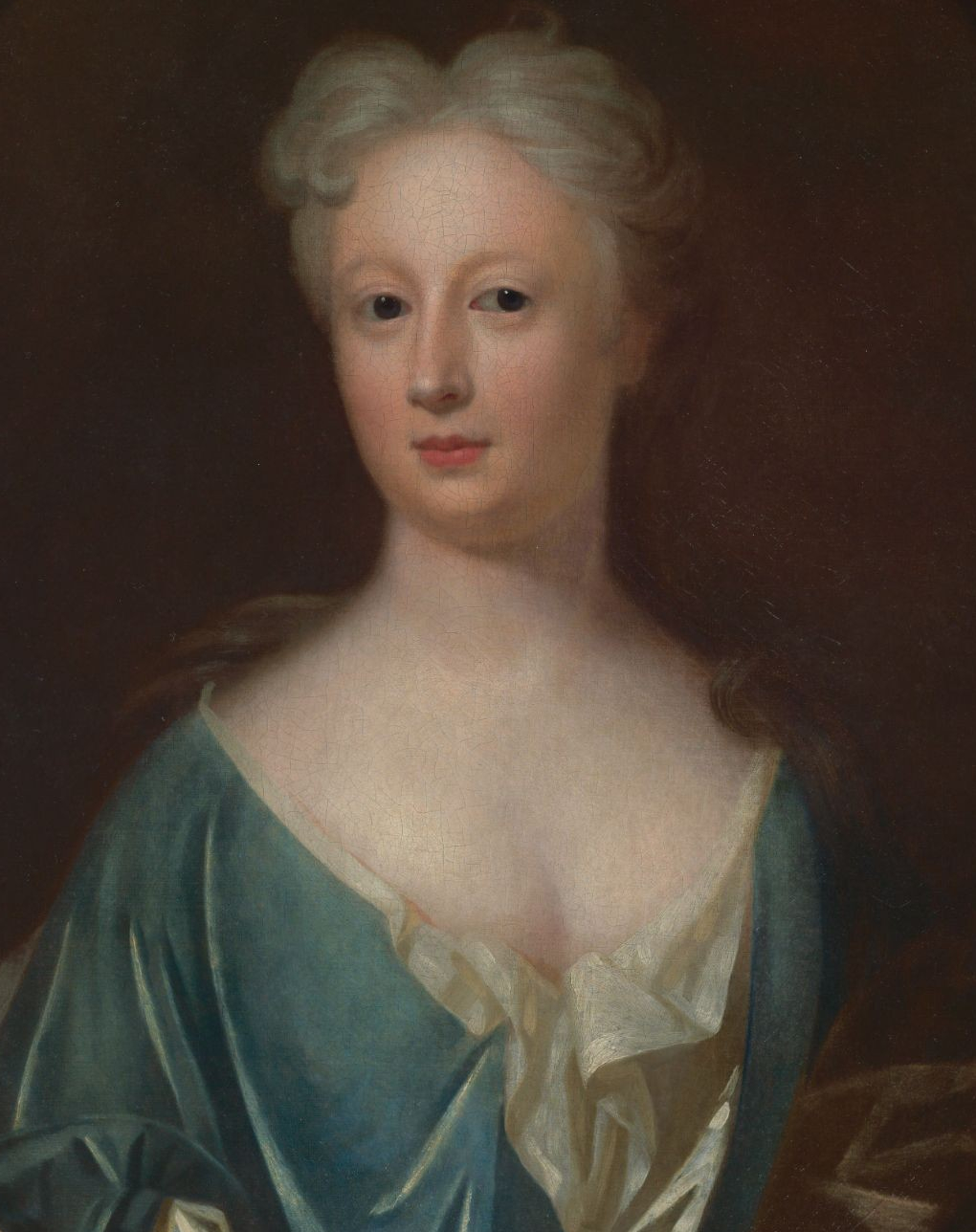
Elizabeth "Tetty" Porter, moglie di Johnson

Johnson, presentandosi come poeta, nel novembre 1734, fece domanda a Edward Cave di poter scrivere recensioni per The Gentleman's Magazine. In una lettera firmata con lo pseudonimo S. Smith, Johnson scrisse, "Non sembrando Lei meno sensibile dei Suoi lettori riguardo alle pecche presenti nei vostri articoli sulle opere di poesia, non Le dispiacerà, se, al fine di migliorarli, Le rendo noto il mio desiderio che è quello di una persona che vuole impegnarsi a ragionevoli condizioni di scrivere a volte qualche articolo". In particolare, Johnson suggerì di rimuovere dalla rivista "Facezie di bassa lega" e "Buffonerie maldestre" e inserire al loro posto poesie, dediche e "brevi Dissertazioni letterarie in Latino o Inglese" scritte da lui stesso. Cave non accettò l'offerta di Johnson di curare una rubrica, ma gli propose di utilizzarlo occasionalmente per aspetti minori del periodico.
In questo periodo, Johnson divenne amico di Harry Porter, e rimase accanto a lui per assisterlo durante la fase terminale di una malattia, che si concluse il 3 settembre 1734 con la morte di Porter, il quale lasciò vedova all'età di 45 anni sua moglie Elizabeth Porter (anche nota come "Tetty") con i tre figli. Alcuni mesi dopo, Johnson iniziò a corteggiarla. Il Reverendo William Shaw sostiene che "l'iniziativa probabilmente partì da lei, poiché il suo attaccamento a Johnson era in netto contrasto con quanto consigliavano e auspicavano tutti i suoi parenti". Johnson non aveva esperienza di tali rapporti ma la vedova benestante lo incoraggiò e gli promise di mettere a sua disposizione i suoi cospicui risparmi. Convolarono a nozze il 9 luglio 1735, nella chiesa di St. Werburgh a Derby. La famiglia dei Porter non approvò questa unione per la differenza di età fra i due, Johnson aveva 25 anni ed Elizabeth 46, inoltre il matrimonio fra Elizabeth e Johnson contrariò il figlio di lei, Jervis, al punto che decise di interrompere i rapporti con la madre. Tuttavia, la figlia Lucy aveva accettato Johnson sin dall'inizio, mentre l'altro figlio, Joseph, accettò in un secondo momento l'avvenuto matrimonio.

## La scuola di Edial
Durante il precedente mese di giugno mentre faceva da precettore per i figli di Thomas Whitby, Johnson aveva presentato domanda per il posto di direttore della Solihull School. Nonostante il sostegno da parte di Walmesley, Johnson fu scartato perché i dirigenti scolastici ritenevano che egli era "un signore molto altezzoso e di cattivo carattere e che aveva un modo di alterare le sue sembianze (sia pur non volendo) che poteva turbare i ragazzi". Per motivi identici non venne accettata una sua domanda per una scuola di Brewood. Johnson non si arrese e con l'incoraggiamenhto di Walmesley, decise di dirigere una propria scuola.

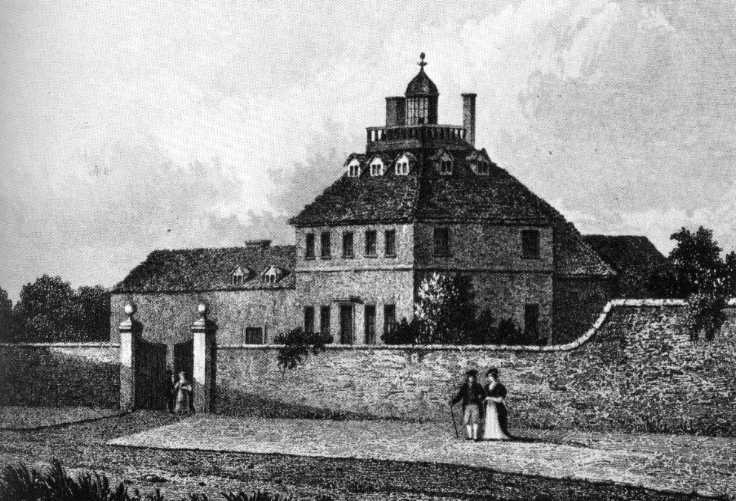
L'edificio scolastico di Edial

Nell'autunno del 1735, Johnson aprì un istituto privato a Edial, vicino Lichfield. L'edificio si presentava di aspetto unico con un tetto piramidale; una stanza sul retro serviva da aula mentre il resto dell'edificio ospitava la famiglia di Johnson.
Ebbe solo tre allievi: Lawrence Offley, George Garrick, e il diciottenne David Garrick, che diverrà uno dei più famosi attori del suo tempo. Johnson strutturò un programma di studi incentrato sulla lettura dei classici, a partire da quelli che considerava essere le opere più facili, come quelle sacritte da Cordier ed Erasmo, prima di passare gradualmente alle opere di Cornelio Nepote ed infine a quelle di Ovidio, Virgilio e Orazio. La scuola venne pubblicizzata nei numeri di giugno e luglio del 1736 di The Gentleman's Magazine: "A Edial, vicino Litchfield, nello Staffordshire, è aperta una scuola a tempo pieno dove Samuel Johnson insegna Latino e Greco".
Dopo essere rimasta in funzione per poco più di un anno, la scuola chiuse nel febbraio 1737 e Johnson si guadagnò la reputazione di maestro di scuola non all'altezza del suo compito. A poco a poco svanì il suo desiderio di insegnare e si dedicò alla stesura della sua prima opera importante, la tregedia storica Irene. Quest'opera non gli fece guadagnare quanto aveva sperato, almeno fino a quando Garrick non la portò in scena nel 1749.
Il 2 Marzo 1737, senza un soldo in tasca, Johnson partì per Londra col suo ex allievo David Garrick. A peggiorare le cose, Johnson ricevette la notizia che suo fratello, Nathaniel, era morto proprio il giorno della loro partenza. Tuttavia, le loro prospettive non erano del tutto disperate, dato che Garrick doveva ereditare una ingente somma l'anno successivo. Inoltre, Garrick aveva conoscenti a Londra, e i due vennero ospitati da un lontano parente, Richard Norris, che abitava in Exeter Street. Johnson non vi rimase a lungo e si trasferì a Greenwich vicino alla Golden Hart Tavern per completare il dramma Irene. In questo periodo, scrisse a Cave il 12 luglio 1737 e gli propose di pubblicare una traduzione della Storia del Concilio di Trento (1619) di Paolo Sarpi, proposta che Cave accettò solo alcuni mesi dopo.
Johnson iniziò la traduzione di Sarpi prima ancora che Cave desse il benestare e in questo periodo fece ritornò a casa da sua moglie. Complessivamente, egli scrisse fra quattrocento e ottocento pagine di testo con relativo commento prima di sospendere il lavoro nell'aprile 1739. Nell'ottobre 1737, Johnson portò a Londra sua moglie; in un primo momento abitarono in Woodstock Street per poi trasferirsi al 6  di Castle Street. Subito, Johnson cominciò a collaborare con Cave scrivendo per The Gentleman's Magazine. Durante questo periodo, le richieste provenienti dalla rivista e da altri editori furono "di una quantità e di una varietà senza pari" e "così numerose, variegate e disseminate" che "lo stesso Johnson non poteva farne un elenco completo".

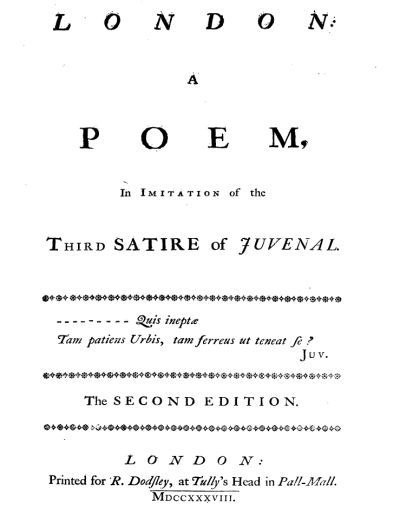
Frontespizio della seconda edizione di London

Nel maggio 1738 venne pubblicato in forma anonima London, la prima opera importante di Johnson. Basata sulla III Satira (Non c'è posto a Roma per un Romano) di Giovenale, quest'opera descrive il personaggio Thales in partenza per il Galles per sfuggire le difficoltà del vivere in Londra, che è ritratta come un luogo di criminalità, corruzione e abbandono dei poveri. Johnson non riusciva a considerare che tale opera potesse recargli qualche merito come poeta. Alexander Pope affermò:"l'autore verrà presto déterré" (portato alla luce, reso noto), ma questo sarebbe accaduto solo 15 anni dopo.
Mel mese di agosto, Johnson non poté accedere alla posizione di direttore della Appleby Grammar School, non avendo un Master of Arts rilasciato da Oxford o Cambridge. Nel tentativo di porre fine a questi rifiuti, Alexander Pope chiese a Lord Gower di usare la sua influenza perché a Johnson fosse assegnato tale titolo accademico. Gower inoltrò una petizione ad Oxford perché fosse attribuita a Johnson una laurea honoris causa, ma gli venne risposto che la sua era "una richiesta fuori luogo". Gower non demorse e scrisse ad un amico di Jonathan Swift perché chiedesse a Swift stesso di rivolgersi alla Università di Dublino affinché venisse assegnato un diploma a Johnson, nella speranza che poi questo titolo potesse essere usato per giustificare il rilascio di un Master of Arts da parte di Oxford, ma Swift rifiutò di fare un piacere a Johnson. A prescindere dal motivo che spinse Swift a non interessarsi e dal modo in cui Johnson reagì al comportamento di Swift, è risaputo che Johnson in seguito si rifiutò di apprezzare Swift come poeta, scrittore, o satirico, con una sola eccezione: parlò di Swift riguardo alla sua opera Favola della botte mettendo in dubbio che ne fosse l'autore.
Fra il 1737 e il 1739, Johnson fece amicizia con il poeta Richard Savage,. Sentendosi in colpa per il fatto di vivere a spese della moglie Tetty, Johnson abbandonò la casa coniugale e si accompagnò con Savage. Tutti e due erano poveri in canna e trovavano ospitalità nelle taverne o un giaciglio in locali di fortuna e certe volte erano costretti a passare la notte in giro per le strade. Savage era sia un poeta che un drammaturgo, e si sa che a Johnson piaceva trascorrere del tempo e discutere di vari argomenti con lui, andando in giro bere e divertirsi. Tuttavia, alla fine Savage cadde in povertà, e Pope, insieme ad altri amici di Savage, gli fecero assegnare una "pensione annua" purché egliu accettasse di trasferirsi in Galles. Savage andò a finire a Bristol e continuò a fare debiti. Venne per questo rinchiuso in prigione e vi morì nel 1743. Un anno dopo, Johnson scrisse Life of Mr Richard Savage (1744), un'opera "toccante" che, secondo il biografo e critico Walter Jackson Bate, "rimane una delle opere innovative nella storia della biografia".

## Prime opere

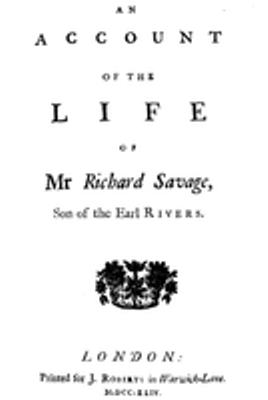
Frontespizio di Life of Mr Richard Savage

Le prime opere e gli anni giovanili di Johnson sono stati trascurati nell'ambito degli studi johnsoniani. Come risultato, egli è conosciuto soprattutto per gli eventi e per le opere della sua maturità come, per esempio, A Dictionary of the English Language. Questo squilibrio è imputabile a James Boswell, amico carissimo di Johnson, che non trattò in modo dettagliato l'infanzia e gli inizi della carriera del soggetto della sua Life of Samuel Johnson, la biografia per eccellenza di Johnson. In particolare, Boswell ignorò gli scritti politici di Johnson in cui si evidenzia una preoccupazione riguardo all'amministrazione della cosa pubblica da parte di Sir Robert Walpole.
La sua prima opera importante, London, contiene una prima versione dei temi etici di Johnson. In questo componimento poetico, unì gli attacchi contro la politica di Walpole e del governo britannico con e azioni immorali del cittadino londinese in modo da dar vita ad una satira ad ampio raggio della società londinese del XVIII secolo. Johnson paragona Londra all'impero romano nel periodo della sua decadenza e ne biasima la corruzione morale e politica che sono la causa del suo declino. Nonostante che Johnson abbia dato inizio alla sua critica letteraria in tempi successivi, London è un esempio di quello che Johnson pensava dovesse essere la poesia: in quest'opera si rivela uno stile fresco e gioioso che si basa su un linguaggio semplice e su un uso di immagini di facile comprensione.
Il primo grande successo di Johnson fu Life of Savage, ma quest'opera non fu la prima biografia scritta da Johnson; prima di quella di Savage ci furono altre biografie tra le quali quelle di Jean-Philippe Baratier, Robert Blake e Francis Drake. Anche se non fu la sola biografia ad essere pubblicata dopo la morte di Savage, quella di Johnson è diventata più popolare ed ha incarnato la sua idea di come dovrebbe essere scritta una biografia.